# Mesembryanthemum excavatum
Mesembryanthemum excavatum är en isörtsväxtart som beskrevs av L. Bol. Mesembryanthemum excavatum ingår i Isörtssläktet som ingår i familjen isörtsväxter. Inga underarter finns listade i Catalogue of Life.